# Sprague (Connecticut)
Sprague és una població dels Estats Units a l'estat de Connecticut. Segons el cens del 2005 tenia 2.992 habitants.

## Demografia
Segons el cens del 2000, Sprague tenia 2.971 habitants, 1.111 habitatges, i 797 famílies. La densitat de població era de 86,8 habitants/km².
Dels 1.111 habitatges en un 36,5% hi vivien nens de menys de 18 anys, en un 54,2% hi vivien parelles casades, en un 12,2% dones solteres, i en un 28,2% no eren unitats familiars. En el 21,2% dels habitatges hi vivien persones soles el 8,8% de les quals corresponia a persones de 65 anys o més que vivien soles. El nombre mitjà de persones vivint en cada habitatge era de 2,63 i el nombre mitjà de persones que vivien en cada família era de 3,04.
Per edats la població es repartia de la següent manera: un 26% tenia menys de 18 anys, un 6,6% entre 18 i 24, un 32,3% entre 25 i 44, un 23,4% de 45 a 60 i un 11,7% 65 anys o més.
L'edat mediana era de 37 anys. Per cada 100 dones de 18 o més anys hi havia 93,2 homes.
La renda mediana per habitatge era de 43.125 $ i la renda mediana per família de 57.500 $. Els homes tenien una renda mediana de 40.808 $ mentre que les dones 28.616 $. La renda per capita de la població era de 20.796 $. Aproximadament el 2,2% de les famílies i el 6,4% de la població estaven per davall del llindar de pobresa.